# Metro w Recife
Metro w Recife ((port.): Metrô do Recife, popularnie Metrô) – system metra w brazylijskim Recife. Operatorem systemu jest CBTU/Metrorec. Metro ma obecnie 29 stacji oraz długość 39,5 km.

## Charakterystyka
Na system metra w Recife składa się linia Centro (centralna) – rozwidlona od pewnego momentu oraz linia Sul (południowa).
Poszczególne stacje projektowane były pod kątem różnorodnej identyfikacji – różnią się kolorystyką i ikoną, towarzyszącą nazwie, umieszczaną na materiałach informacyjnych.
Pociągi linii centralnej wyjeżdżające ze stacji Recife kierują się do dwóch punktów docelowych – miast Camaragibe i Jaboatão dos Guararapes. Dzieje się tak, ponieważ linie Centro-1 (do Camaragibe) i Centro-2 (do Jaboatão) współdzielą odcinek między stacjami Recife i Coqueiral, wykorzystujący dawną trakcję kolejową.
Przeciętna odległość między stacjami to 1,2 km, typowa prędkość pociągu to 40 km/h, zaś prędkość maksymalna - 90 km/h. Rozstaw torów wynosi 1600 mm; zasilanie dostarczane jest z linii napowietrznej.
Pierwotnie system miał 25,2 km długości. Po rozbudowie, prowadzonej między lutym 2005 a marcem 2009 osiągnął obecną długość 39,5 km.
Oprócz metra funkcjonuje także spalinowa kolej miejska o rozstawie szyn 1000 mm. Niektóre linie autobusowe połączone są węzłami komunikacyjnymi zlokalizowanymi przy wybranych stacjam metra, tworząc razem system S.E.I (Sistema Estrutural Integrado), dzięki któremu pasażerowie mogą kontynuować podróż na jednym bilecie.

## Linie

### Metro
| Linia           | Krańce                 | Data uruchomienia | Długość | Stacje | Czas przejazdu | Rozkład                      |
| --------------- | ---------------------- | ----------------- | ------- | ------ | -------------- | ---------------------------- |
| Centro - 1      | Recife ↔ Camaragibe    | 11 marca 1985     | ---     | 15     | 28             | Codziennie, od 5:00 do 23:00 |
| Centro - 2      | Recife ↔ Jaboatão      | 29 sierpnia 1987  | ---     | 14     | 24             | Codziennie, od 5:00 do 23:00 |
| Sul             | Recife ↔ Cajueiro Seco | 28 lutego 2005    | 14.3 km | 13     | 25             | Codziennie, od 5:00 do 23:00 |
| Razem (C1+C2+S) | Razem (C1+C2+S)        | Razem (C1+C2+S)   | 39.5 km | 29     | ---            | ---                          |

### Kolej miejska
Dodatkowo, w Recife funkcjonuje także spalinowa kolej miejska o rozstawie szyn 1000 mm:
| Linia          | Przystanki                                   | Data uruchomienia | Długość | Stacje | Czas przejazdu | Rozkład                              |
| -------------- | -------------------------------------------- | ----------------- | ------- | ------ | -------------- | ------------------------------------ |
| Kolej miejska* | Cabo ↔ Cajueiro Seco; Cajueiro Seco ↔ Curado | 2012              | 31.5 km | 8      | 54             | poniedziałek-sobota od 5:00 do 20:00 |

(*) Kolej miejska nie jest włączona do sieci metra, ale zarządzana przez tę samą firmę.

## Stacje
| Nº | Centro - C1                     | Centro - C2        | Sul - S                              | Kolej miejska - KM   |
| -- | ------------------------------- | ------------------ | ------------------------------------ | -------------------- |
| 1  | Recife SEI                      | Recife SEI         | Recife SEI                           | Curado C1            |
| 2  | Joana Bezerra¹ SEI              | Joana Bezerra¹ SEI | Joana Bezerra¹ SEI                   | Jorge Lins           |
| 3  | Afogados SEI                    | Afogados SEI       | Largo da Paz SEI                     | Marcos Freire        |
| 4  | Ipiranga                        | Ipiranga           | Imbiribeira                          | Cajueiro Seco SEI, S |
| 5  | Mangueira                       | Mangueira          | Antonio Falcão                       | Ângelo de Souza      |
| 6  | Santa Luzia SEI                 | Santa Luzia SEI    | Shopping Center Recife               | Pontezinha           |
| 7  | Edgar Werneck                   | Edgar Werneck      | Tancredo Neves SEI                   | Ponte dos Carvalhos  |
| 8  | Barro SEI                       | Barro SEI          | Aeroporto - Port lotniczy Recife SEI | Santo Inácio         |
| 9  | Tejipió                         | Tejipió            | Porta Larga                          | Cabo SEI             |
| 10 | Coqueiral²                      | Coqueiral²         | Monte dos Guararapes                 |                      |
| 11 | Alto do Céu                     | Cavaleiro SEI      | Prazeres SEI                         |                      |
| 12 | Curado KM                       | Floriano           | Cajueiro Seco SEI, KM                |                      |
| 13 | Rodoviária - dworzec autobusowy | Engenho Velho      |                                      |                      |
| 14 | Cosme e Damião                  | Jaboatão           |                                      |                      |
| 15 | Camaragibe SEI                  |                    |                                      |                      |